# Daiki Tomiyasu
Daiki Tomiyasu (冨安 大貴 Tomiyasu Daiki?) es un director, animador y guionista gráfico de anime japonés. Actualmente forma parte del departamento creativo de OLM y es miembro de la Asociación de Directores de Cine de Japón. Es mejor conocido por dirigir distintas series de la franquicia Pokémon.

## Biografía
Tomiyasu nació el 15 de mayo de 1980 en la Prefectura de Saitama. Después de graduarse de la Facultad de Ciencias de la Educación de la Universidad de Waseda y completar un posgrado en la Escuela de Ciencias e Ingeniería de la misma universidad, Daiki Tomiyasu ingresó a OLM como asistente de producción. Comenzó trabajando en la producción y gestión de ambientación de Inazuma Eleven, y posteriormente se convirtió en director.
Debutó como director con Pokémon: Los orígenes. Desde entonces, ha centrado su carrera principalmente en proyectos relacionados con la serie Pokémon.

## Trabajos

### Series de televisión
Destaca papeles con funciones de dirección de series.
     Destaca papeles con funciones de asistente de dirección o supervisión.
| Año  | Título                          | Director(es)                                                                              | Estudio            | Funciones | Refs.         |
| ---- | ------------------------------- | ----------------------------------------------------------------------------------------- | ------------------ | --- | ------------- |
| 2008 | Inazuma Eleven                  | Katsuhito Akiyama Yoshikazu Miyao                                                         | OLM                | Gestión de producción (#2, 8, 16, 25, 32, 38, 45, 52, 57, 64) Director de episodio (#115)                                        | [ 3 ]         |
| 2011 | Inazuma Eleven Go               | Katsuhito Akiyama                                                                         | OLM                | Director de episodios (#1, 10, 20, 30, 39, 46-47) Guionista gráfico (#10, 20, 30, 39, 46-47)                                     | [ 4 ]         |
| 2012 | Inazuma Eleven Go: Chrono Stone | Akihiro Hino Katsuhito Akiyama                                                            | OLM                | Director de episodios (#8, 17, 30, 39, 51) Guionista gráfico (#8, 17, 30, 51)                                                    | [ 5 ]         |
| 2013 | Pokémon XY                      | Kunihiko Yuyama Tetsuo Yajima                                                             | OLM                | Director de episodios (#4, 32, 44, 48, 60) Guionista gráfico (#4, 13, 44, 60)                                                    | [ 6 ]         |
| 2015 | Pikaia!                         | Daiki Tomiyasu                                                                            | Production I.G OLM | Director Director de episodio (#13) Guionista gráfico (#1, 7, 13)                                                                | [ 7 ]         |
| 2015 | Pokémon XY&Z                    | Kunihiko Yuyama Daiki Tomiyasu (#31, 48-49) Tetsuo Yajima                                 | OLM                | Director (#31, 48-49) Director asistente Director adjunto (#1-30) Guionista gráfico (#20, 28; OP)                                | [ 8 ]         |
| 2016 | Pokémon Sol y Luna              | Kunihiko Yuyama Daiki Tomiyasu                                                            | OLM                | Director Director de episodio (#146) Guionista gráfico (#1, 18, 146; OP 1-4) Director de unidad (#OP 1-4) Animación clave (#146) | [ 9 ]         |
| 2017 | Pikaia!!                        | Daiki Tomiyasu Yoshihide Ibata                                                            | OLM                | Director jefe | [ 10 ]        |
| 2019 | Viajes Pokémon                  | Daiki Tomiyasu (#1-117) Daiki Tomiyasu (#118-136) Jun Ōwada (#55-117) Maki Odaira (#1-54) | OLM                | Director jefe (#1-117) Director (#118-136) Guionista gráfico (#26, 37, 46, 111, 132) Supervisión de maquetación (#111)           | [ 11 ]        |
| 2023 | Pokémon: Mezase Pokemon Master  | Kunihiko Yuyama Daiki Tomiyasu                                                            | OLM                | Director | [ 12 ]        |
| 2025 | Let's Play                      | Daiki Tomiyasu                                                                            | OLM                | Director | [ 13 ] [ 14 ] |

### Películas
| Año  | Título                                                | Director(es)      | Estudio | Funciones                    | Refs.  |
| ---- | ----------------------------------------------------- | ----------------- | ------- | ---------------------------- | ------ |
| 2010 | Inazuma Eleven: Saikyō Gundan Ogre Shūrai             | Yoshikazu Miyao   | OLM     | Cooperación en la producción | [ 15 ] |
| 2011 | Pokémon Movie 11: Giratina to Sora no Hanataba Sheimi | Kunihiko Yuyama   | OLM     | Gestión de producción        | [ 16 ] |
| 2014 | Inazuma Eleven: Chō Jigen Dream Match                 | Katsuhito Akiyama | OLM     | Animación clave              | [ 17 ] |

### ONAs
Destaca papeles con funciones de dirección de series.
| Año  | Título                                                      | Director(es)              | Estudio | Funciones                                                 | Refs.  |
| ---- | ----------------------------------------------------------- | ------------------------- | ------- | --------------------------------------------------------- | ------ |
| 2014 | Pokémon Omega Ruby & Alpha Sapphire: Mega Special Animation | Daiki Tomiyasu            | OLM     | Director                                                  | [ 18 ] |
| 2016 | Pokémon Generations                                         | Daiki Tomiyasu            | OLM     | Director Guionista gráfico (#1, 3)                        | [ 19 ] |
| 2021 | Pokémon Evolutions                                          | Daiki Tomiyasu            | OLM     | Director Director de episodio (#1) Guionista gráfico (#1) | [ 20 ] |
| 2022 | Pokémon: Las crónicas de Arceus                             | Daiki Tomiyasu Yūji Asada | OLM     | Director jefe                                             | [ 21 ] |

### Especiales
Destaca papeles con funciones de dirección de series.
| Año  | Título                | Director(es)                                                                     | Estudio                  | Funciones                            | Refs. |
| ---- | --------------------- | -------------------------------------------------------------------------------- | ------------------------ | ------------------------------------ | ----- |
| 2013 | Pokémon: Los orígenes | Itsurō Kawasaki (#1) Yukio Kuroda (#2) Hideya Takahashi (#3) Daiki Tomiyasu (#4) | Production I.G Xebec OLM | Director (#4) Guionista gráfico (#4) | [ 2 ] |